# Шенгайде
Шенгайде (нім. Schönheide) — громада в Німеччині, розташована в землі Саксонія. Входить до складу району Рудні Гори.
Площа — 28,10 км2. Населення становить 4289 ос. (станом на 31 грудня 2020).